# RCA Records
RCA Records (fundada como Victor Talking Machine Company - companhia independente até 1929; e conhecida como RCA Victor - de 1929 até 1968) é uma gravadora dos Estados Unidos, controlada pela Sony Music.

## História

### RCA Victor
A Victor passou por grandes dificuldades com a Crise da Bolsa de Nova Iorque de 1929 e a solução encontrada pelas empresas controladoras foi vender a operação para a Radio Corporation of America que rebatizou a empresa como RCA Victor. Assim, a Radio Corporation of America seria a controladora da gravadora de 1929 até 1986.

### RCA Records
No final de 1968, a controladora resolve remodelar completamente suas marcas: muda o seu logotipo e, também, o da sua gravadora. Assim, a gravadora passa a se chamar RCA Records.
Em 2011, a RCA Records foi reestruturada e absorveu todos os artistas da Arista e J Records e vários artistas da Jive Records, já que estes selos foram desativados.

## RCA no Brasil

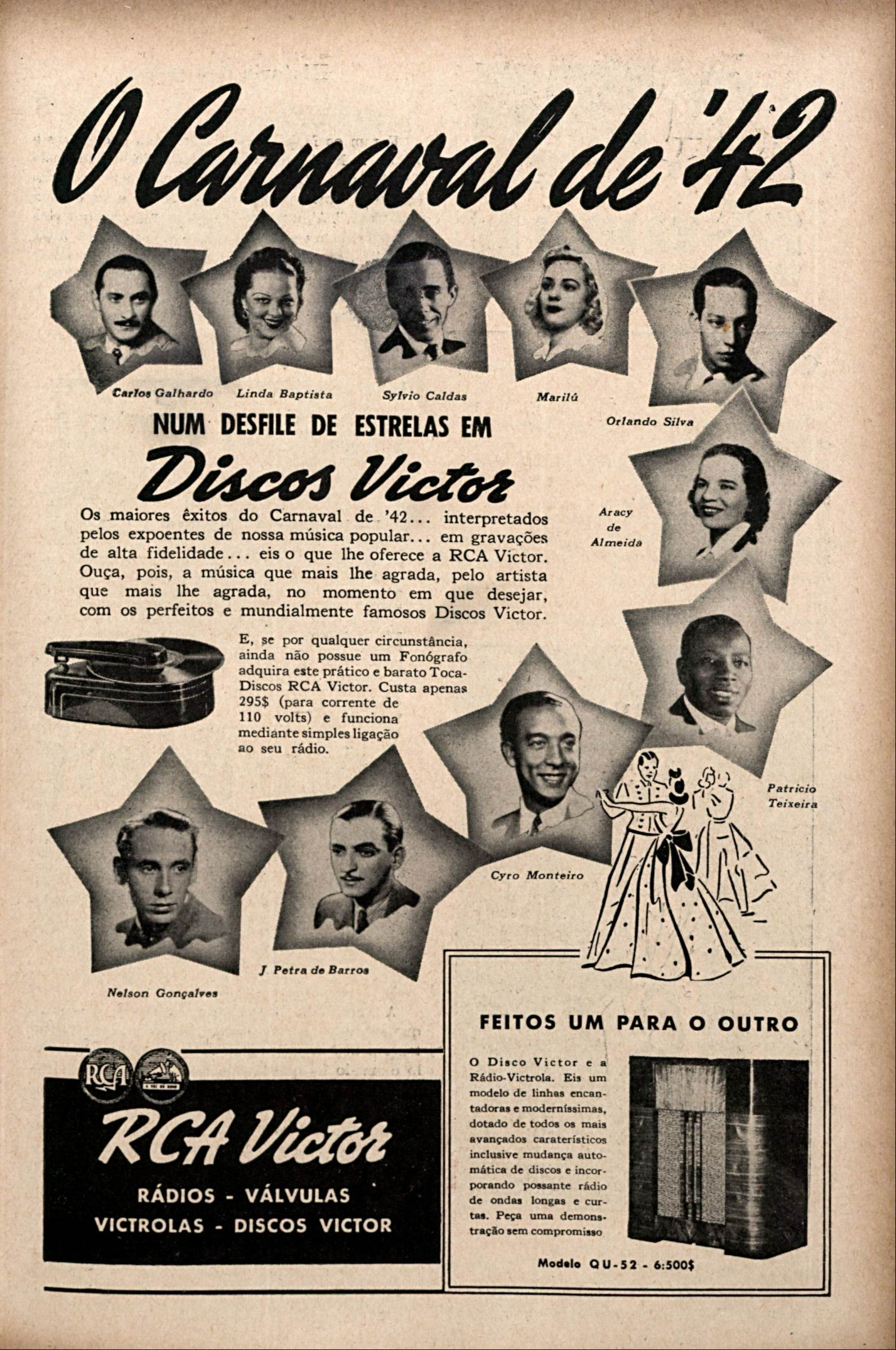
Anúncio de 1942 do fonógrafo e principais artistas, dentre os quais Galhardo, Linda Batista, Silvio Caldas, Orlando Silva, Aracy de Almeida e Nelson Gonçalves.

A Victor havia recebido autorização para atuar no Brasil em agosto de 1928 - embora tenha começado suas atividades apenas em novembro de 1929 - e, assim, quando a matriz americana foi adquirida pela RCA e trocou de nome, o mesmo ocorreu com a filial brasileira que, em agosto de 1931, passou a chamar-se RCA Victor Brasileira, Inc. Nos anos seguintes, a gravadora lutou para conquistar espaço no mercado brasileiro que era dominado pela Odeon Records e, em 1934, a gravadora já equilibrava forças com a sua concorrente. No final da década, a gravadora estava completamente consolidada no território nacional com artistas como Almirante, Mário Reis, Carmen Miranda, Aracy de Almeida e Ciro Monteiro.
No início dos anos 1940, a gravadora contrataria dois artistas que ficariam muito identificados com a empresa por terem realizado praticamente suas carreiras inteiras gravando pelo selo: Nélson Gonçalves e Luiz Gonzaga. Ambos se tornariam recordistas de vendas de discos pela gravadora após passarem dificuldades para se estabelecerem no início da carreira.
Nos anos seguintes, a gravadora revelaria outros artistas de renome, como Maria Bethânia, Martinho da Vila, João Bosco e Lobão.

## Selos atuais
- RCA Records (UK): Em 2006, a Sony-BMG UK dividiu suas operações em dois selos: o RCA Label Group, que atua com artista pop e de R&B e a Columbia Label Group, que trabalha com Rock, Dance e indie. O chefe do departamento é Charlie Lycett.[6]

- RCA Nashville: uma divisão da Sony Music Nashville.

- RCA Red Seal Records: A prestigiada gravadora de música clássica RCA Red Seal agora faz parte da Sony Masterworks.[7]

- RCA Records (França): A divisão da Sony Music France. Fundado como RCA Cinematre em 1978. Renomeado para seu nome atual em 2006.

- RCA Records (Itália): A divisão da Sony Music Itália. Fundado como RCA Italiana em 1949, a gravadora faliu em 1987, foi comprada pela BMG e reativadada em 2006.

- RCA Victor: O antigo nome da RCA Records que atualmente distribui álbuns de rock, música eletrônica e trilha sonora, como a trilha sonora de A Noviça Rebelde. A lista atual de artistas inclui Imogen Heap e The Fashion.[8]

- RCA Records (Austrália): A divisão da Sony Music Austrália. Fundada em 1963 por artistas australianos. Renomeado para RCA Limited Australia and New Zealand em 1976 por artistas australianos e neozelandeses. Renomeado para seu nome atual em 2006.

## Executivos
- Peter Edge: Presidente e CEO
- Tom Corson: Presidente e COO

## Artistas contratados
Artistas que estão contratados pela RCA Records incluem The Strokes, Britney Spears, Christina Aguilera, Shakira, Alicia Keys, Justin Timberlake, Chris Brown, Usher, Charlie Wilson, Enrique Iglesias, Foo Fighters, Kings of Leon, Kesha, Miley Cyrus, D'Angelo, Pink, G-Eazy, Pitbull, MØ, Buddy Guy, Craig David, Mark Ronson, Zayn, Little Mix, Normani, Vertical Horizon, ATEEZ, LISA, entre muitos outros.